# Ferdinand II (roi de Naples)
Ferdinand II de Naples, dit Ferrandino, né à Naples le 26 juin 1467, et mort dans cette même ville le 7 octobre 1496, est roi de Naples du 23 janvier 1495 à sa mort. Son bref règne (1 an, 8 mois et 14 jours) est marqué par l'invasion de son royaume par les troupes du roi de France Charles VIII.

## Biographie

### Jeunesse
Le baptême de Ferrandino est célébré en grande pompe le 5 juillet 1467, avec la participation de toute la population de Naples et de la haute noblesse du royaume. Son grand-père, Ferdinand Ier de Naples, lui attribue le titre de « Prince de Capoue » et l'on confie son éducation à d'éminents lettrés de la cour comme le poète Gabriele Altilio et l'humaniste Antonio De Ferrariis. Ferrandino se lie par ailleurs très vite avec les poètes Jacopo Sannazaro et Benedetto Gareth (it), dit « le Chariteo ». Selon l'habitude de la cour des rois aragonais de Naples, Gabriele Altilio et le Chariteo occupent les fonctions de conseillers et de secrétaires du prince puis du jeune roi.
On entreprend très tôt le projet de lui faire épouser une princesse de la branche de la maison d'Aragon qui règne en Espagne, mais c'est finalement Ferdinand Ier de Naples, lui-même, qui convole en secondes noces, le 14 septembre 1477, avec Jeanne d'Aragon dont le père Jean II d'Aragon règne alors sur la Sicile insulaire. Au cours de la cérémonie de couronnement de la nouvelle reine, officiée le 18 septembre 1477 par le cardinal légat Rodrigue Borgia, le futur pape Alexandre VI, dans l'église Santa Maria dell'Incoronata, Ferdinand Ier de Naples fait jurer fidélité à Ferrandino par les barons présents.

### Premières armes
Dès 1481 et 1482, pendant la guerre entre la république de Venise et le duché de Ferrare dont il est l'allié, Ferdinand Ier de Naples confie à Ferrandino, encadré par des barons fidèles à la dynastie, la défense des côtes des Abruzzes d'abord, puis de la Calabre ensuite, contre les incursions de la flotte vénitienne. Lorsque les troupes de la Sérénissime s'emparent, à la mi-mai 1484, de Gallipoli, Ferrandino se voit attribuer, au mois de juin 1484, le commandement d'une expédition militaire destinée à reprendre la ville. Celle-ci n'a pas lieu car la Paix de Bagnolo (it), signée le 7 août 1484 oblige les Vénitiens à restituer leurs conquêtes dans le royaume de Naples.

### Roi de Naples (1495-1496)
Ferdinand II de Naples est couronné en 1495, après l'abdication de son père. L'inimitié que le peuple napolitain voue à Ferdinand Ier de Naples et à Alphonse II s'étend à lui : lors de l'invasion du roi de France Charles VIII, le peuple, les troupes et la noblesse abandonnent Ferdinand pour se soumettre au monarque français.
Naples est occupée le 22 février 1495. Mais l'arrogance des Français provoque bientôt l'hostilité de la population qui se révolte. Les Français sont chassés, et les Napolitains rappellent leur souverain, retiré dans l'île d'Ischia.

### Mort et succession
Ferdinand meurt peu après en 1496, âgé de 29 ans.
Son mariage avec Jeanne de Naples (1478-1518), la demi-sœur de son père Alphonse, est resté sans enfant. C'est donc son oncle Frédéric (1451-1504) qui lui succède, puis le roi d'Aragon Ferdinand II (1452-1516).